# 南普陀寺
南普陀寺是一座有千余年历史的佛教寺庙，位于中国福建省厦门市东南五老峰下，面临海灣，歷史和规模在廈門市佛寺中僅次于同安梵天禪寺居第二位。因其供奉观世音菩萨，与浙江普陀山观音道场类似，又在普陀山以南而得名。是一间在闽南和东南亚有相当影响力的佛寺，位于厦门市思明区思明南路515号。

## 历史

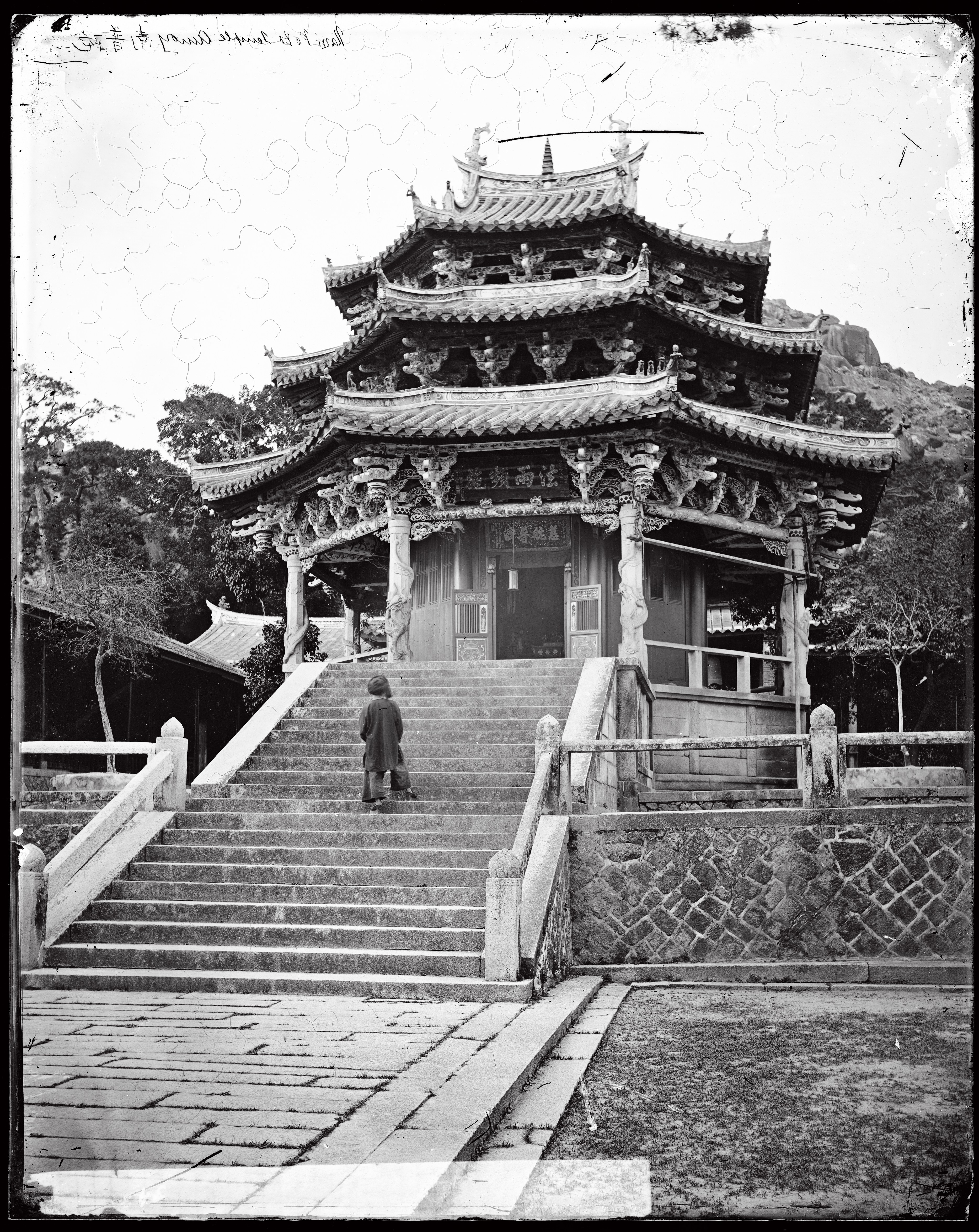
同治九年（1870年）或十年（1871年）的南普陀寺大悲殿一景

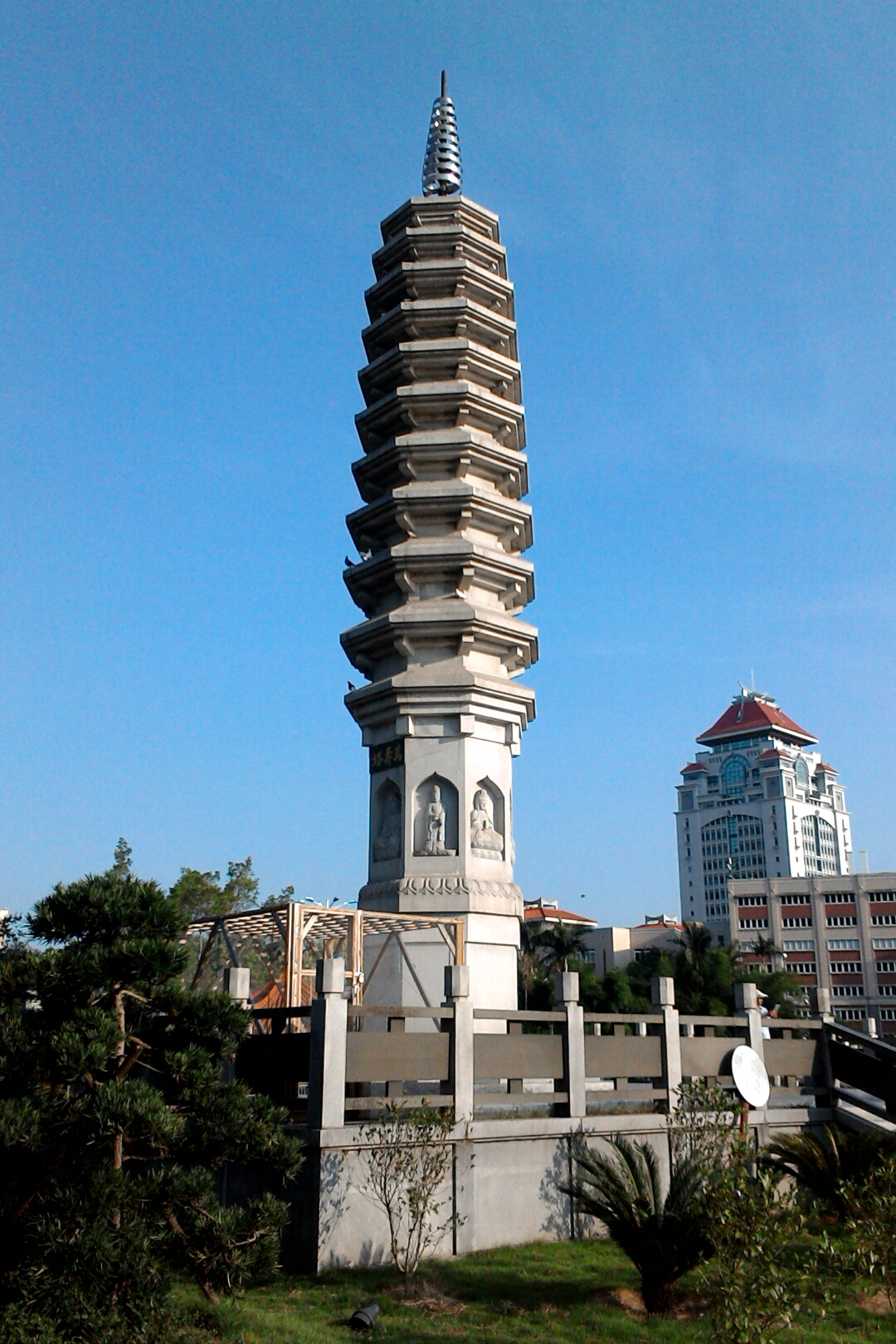
萬壽塔

南普陀寺始建于唐代末期，当时称为泗洲寺。北宋时由僧人文翠改建，称为无尽岩。元代时被废寺，于明代重建，改称为普照寺，并迁建于今址。清代初期又因战乱废寺，后于康熙22年（1684年）得靖海侯施琅捐资修复并扩建，因增建大悲阁供奉观世音菩萨与浙江普陀山观音道场类似，遂更名为南普陀寺。到民国初年，南普陀寺已成为闽南香火鼎盛的佛教寺庙。
文化大革命中，南普陀寺曾遭红卫兵砸毁，在寺东成立五金电器厂，寺西开辟演武小学和瓜田。文化大革命后于1976年，成立“南普陀寺管理处”，尔后在寺庙临时主持人妙湛法师的努力下逐步恢复寺院。直至1989年恢复推举方丈的制度，并于次年撤销“南普陀寺管理委员会”，成立以方丈、堂主、监院等组成的“寺务管理委员会”。

## 宗派
南普陀寺历史上属于临济宗喝云派裔，民国13年（1924年）由住持转逢和尚改为十方丛林迎纳各方高僧大德，并于次年开办闽南佛学院。民国17年（1928年），当时的方丈太虚和尚赴欧美讲学，成为中国首个赴欧美宣传佛教的和尚。弘一法师曾在1928年至1942年期间多次驻南普陀寺协助闽南佛学院整顿僧才教育，并于1934年与和今法师一同创办佛教养正院。

### 历任方丈
- 第一任：会泉法师（1924年）
- 第二任：太虚法师（1927年）
- 第三任：太虚法师（1930年）
- 第四任：常惺法师（1933年）
- 第五任：会泉法师（1936年）
- 第六任：觉斌法师（1939年）
- 第七任：广心法师（1946年）
- 第八任：妙湛法师（1989年）
- 第九任：圣辉法师（1996年）
- 第十任：圣辉法师（2000年）
- 第十一任：圣辉法师（2003年）
- 第十二任：则悟法师（2005年）
- 第十三任：则悟法师（2008年）

性愿法师、块然法师、会觉法师、慈舟法师、二埋法师等高僧曾先后代理南普陀寺方丈一职。

## 建筑

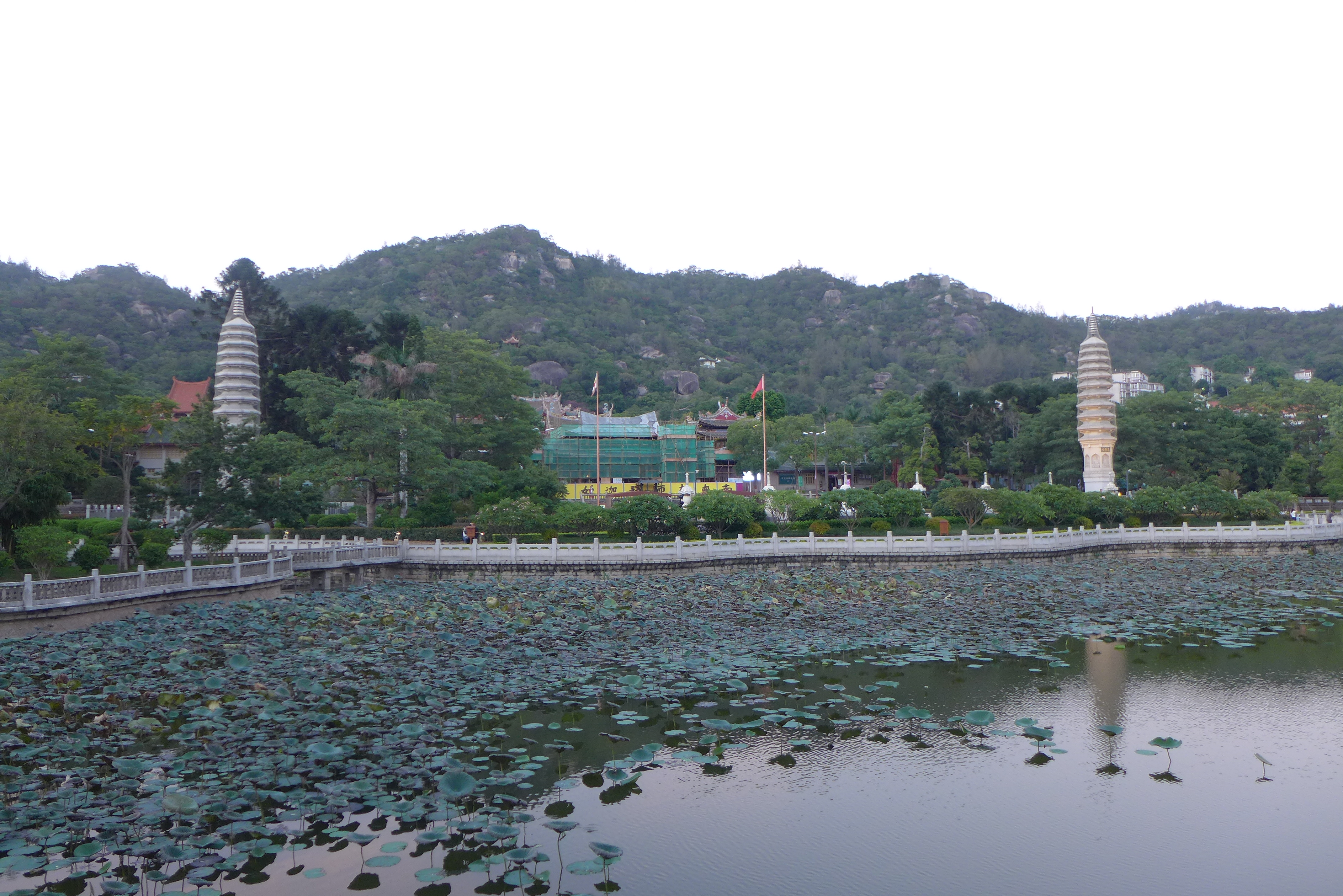
南普陀寺与莲花池，摄于2020年

南普陀寺占地3万多平方米，格局为三殿七堂，坐北朝南，依山面海，建筑具有独特的闽南风格。中轴线上的主体建筑由南往北依次为天王殿、大雄宝殿、大悲殿和藏经阁。中轴两侧则有左右厢房、钟楼鼓楼、罗汉堂、功德楼、海会楼、普照楼、太虚图书馆、佛学院教舍等。天王殿前有广场，广场前为长宽均约30米的正方形放生池，和约百米长七八十米宽的莲花池。莲花池外围盖有琉璃瓦顶的矮墙，东西设对称重檐牌坊式山门，题额为“鹭岛名山”，系中国佛教学会会长赵朴初所题。
天王殿
1925年会泉法师住南普陀方丈时重建，为歇山顶重檐蹿角式单层砖石、木构建筑，阔为五间，前有红漆大门，后无墙。供奉弥勒菩萨、韦驮和四大天王。
大雄宝殿
1932年转逢法师重建，为歇山顶重檐蹿角式单层砖石、木构建筑，阔为八间，绿瓦石柱，金碧辉煌。供奉三世尊佛。
大悲殿
1930年太虚法师重建，八角形三层飞檐蹿角式亭阁单层建筑，后于1962年改建为钢筋水泥、木构式。供奉观音菩萨。

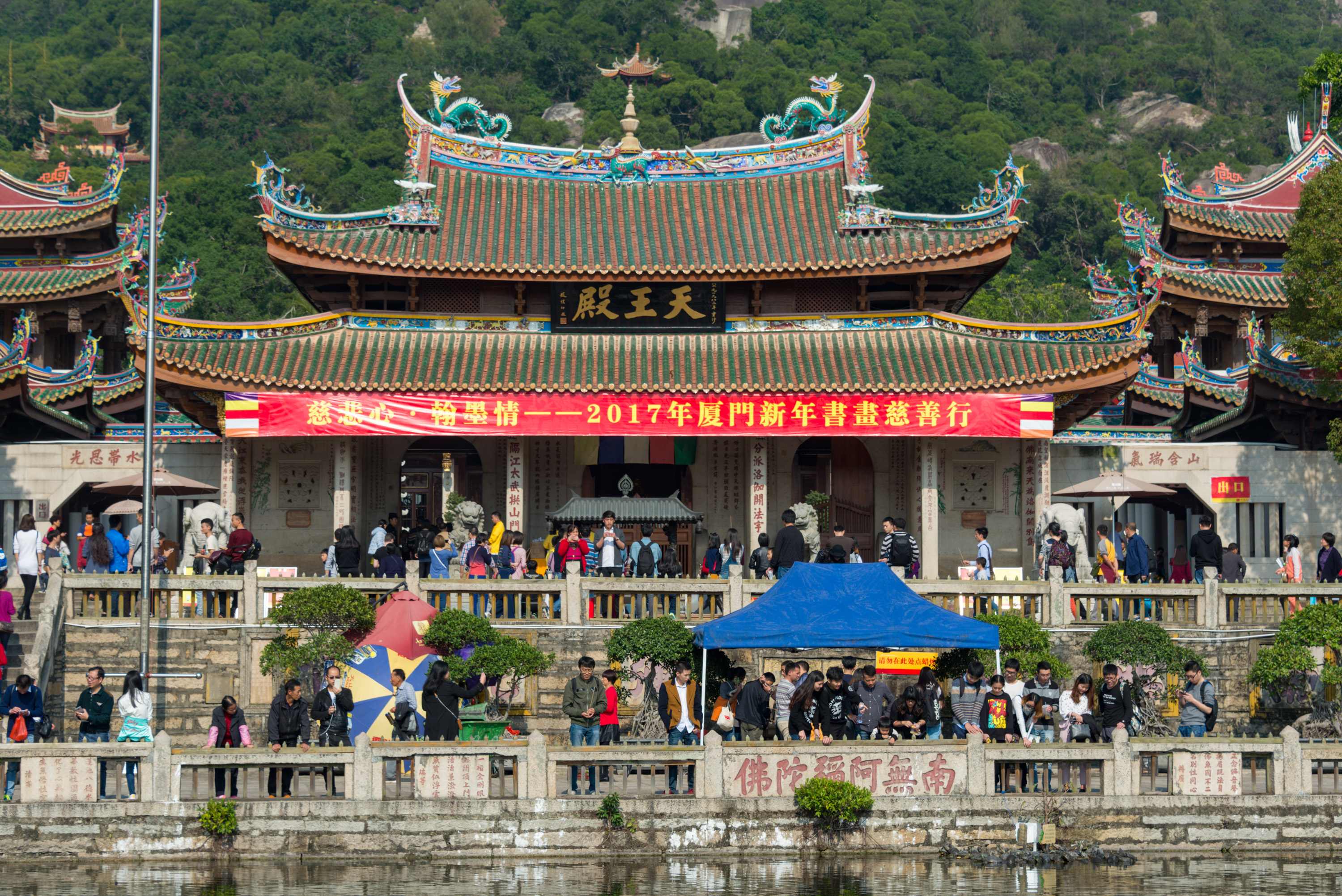
天王殿
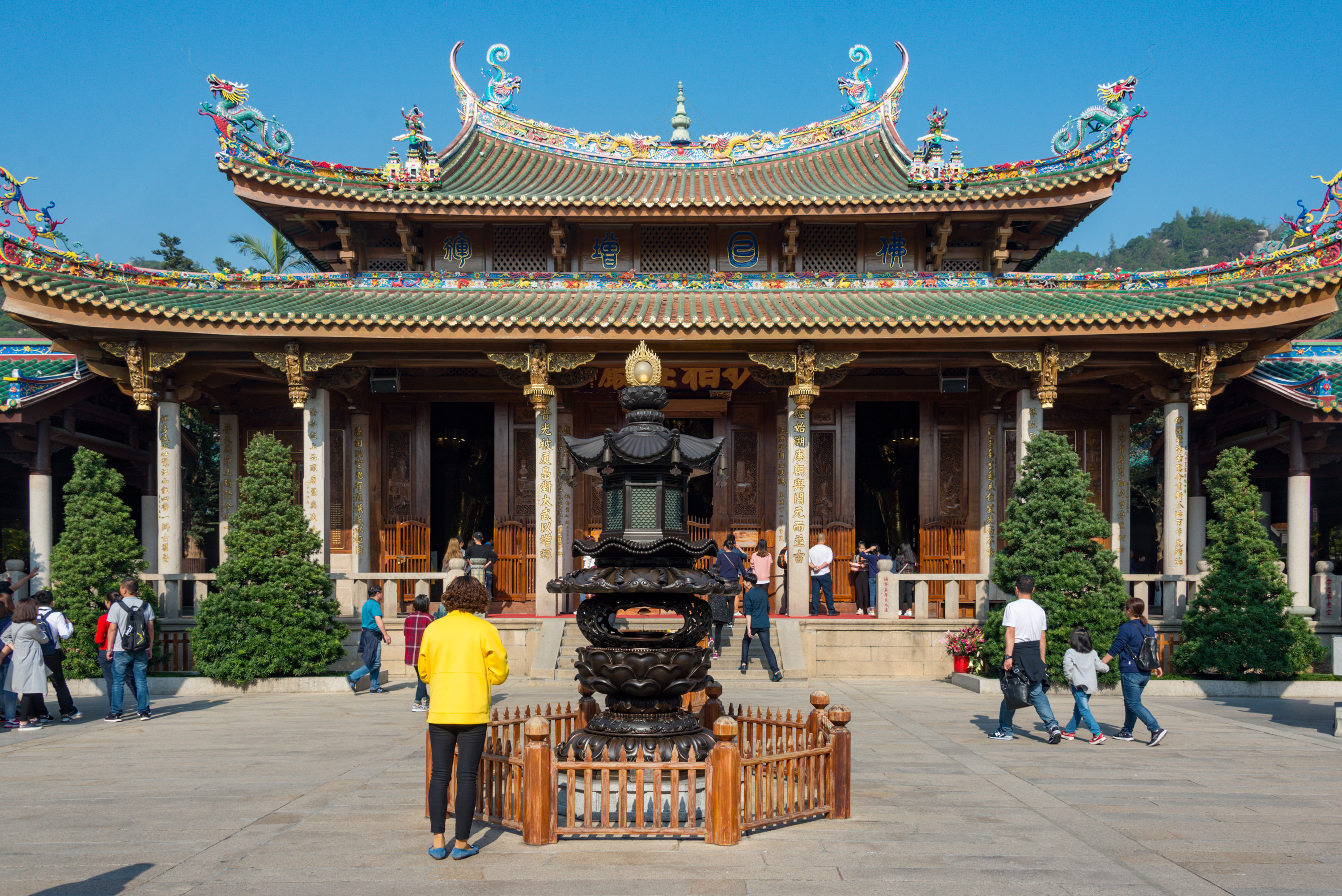
大雄宝殿
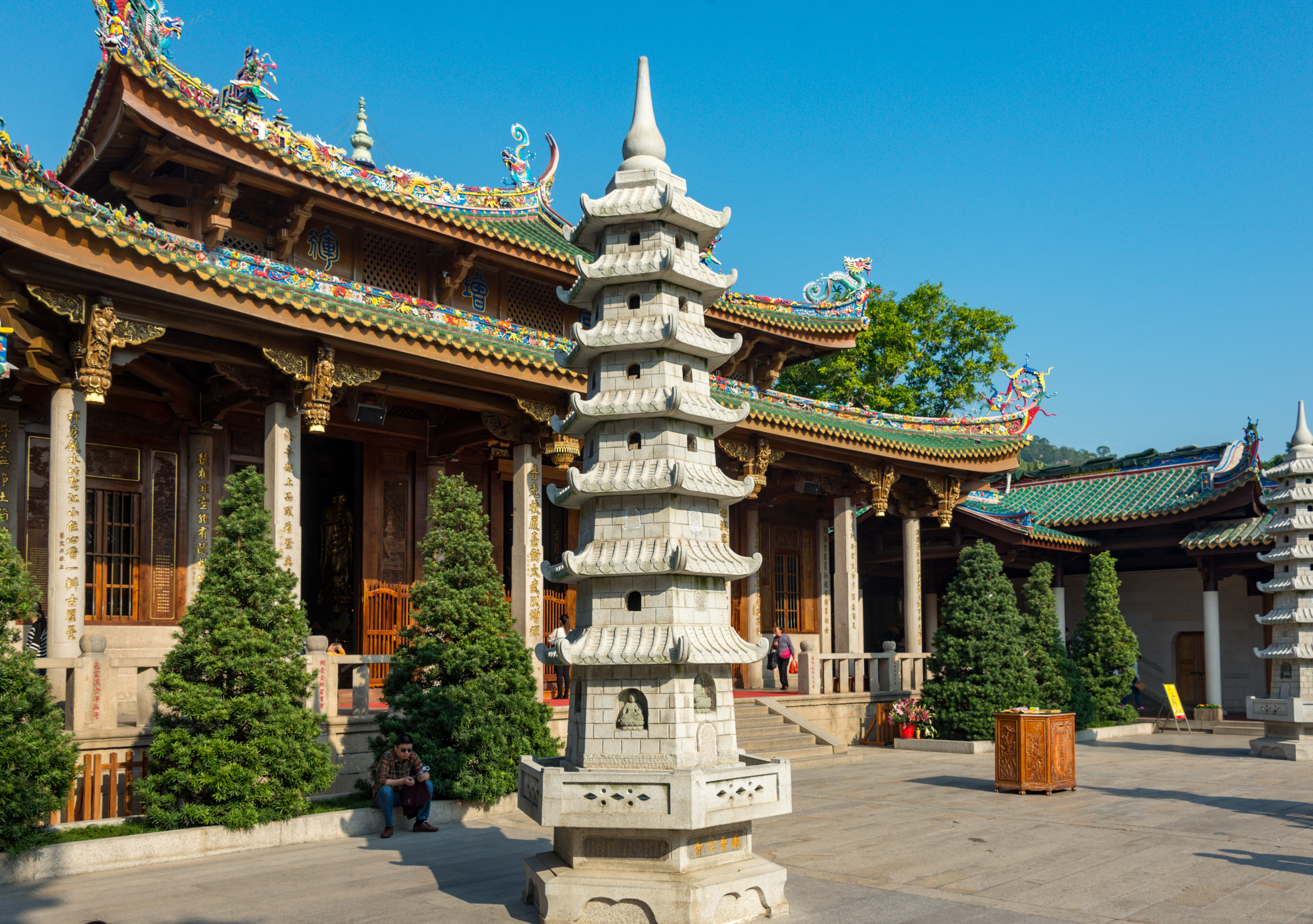
大雄宝殿
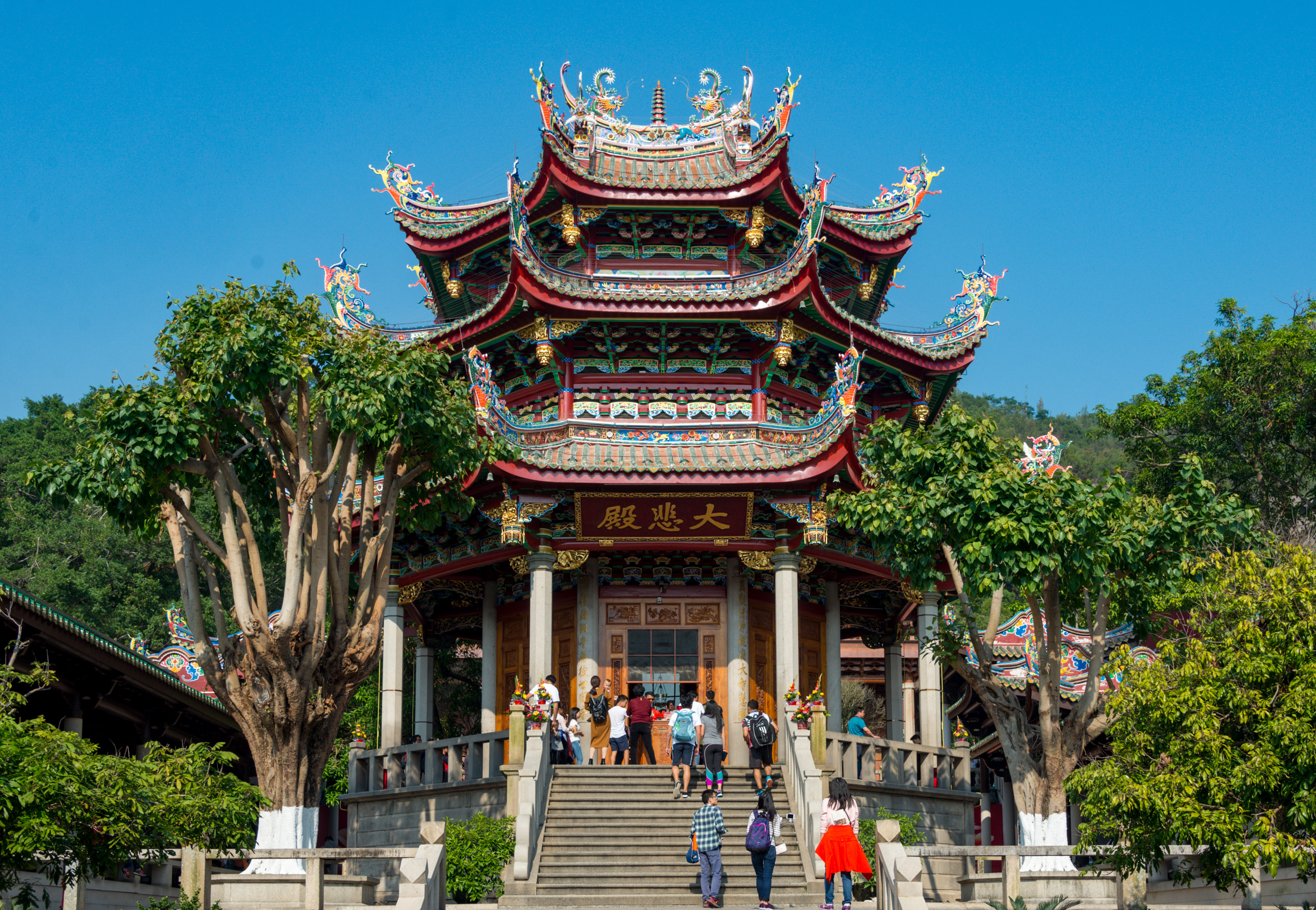
大悲殿